# Gran Premi Eaux Minérales de Beckerich
El Gran Premi Eaux Minérales de Beckerich va ser una cursa ciclista d'un dia que es disputà a Beckerich (Luxemburg). Només es va córrer l'edició del 2005 i va formar part del calendari de l'UCI Europa Tour.

## Palmarès
| Any  | Vencedor      | Segon            | Tercer    |
| ---- | ------------- | ---------------- | --------- |
| 2005 | Arno Wallaard | Jonathan Henrion | Gil Suray |